# Шаназ
Шаназ (фр. Chanaz) насеље је и општина у источној Француској у региону Рона-Алпи, у департману Савоја која припада префектури Шамбери.
По подацима из 2011. године у општини је живело 506 становника, а густина насељености је износила 74,96 становника/km². Општина се простире на површини од 6,75 km². Налази се на средњој надморској висини од 232 метара (максималној 572 m, а минималној 220 m).

## Демографија
| 1962. | 1968. | 1975. | 1982. | 1990. | 1999. | 2011. |
| ----- | ----- | ----- | ----- | ----- | ----- | ----- |
| 257   | 263   | 276   | 323   | 416   | 442   | 506   |

График промене броја становника у току последњих година